# ألشت
ألشت (بالفارسية: آلاشت) هي إحدى مدن مقاطعة سوادكوه في محافظة مازندران في إيران. واسم آلشت يعني عش النسر في اللغة المازندرانية. يقدر عدد سكانها بـ 976 نسمة .

## معرض الصور

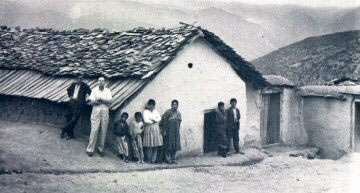
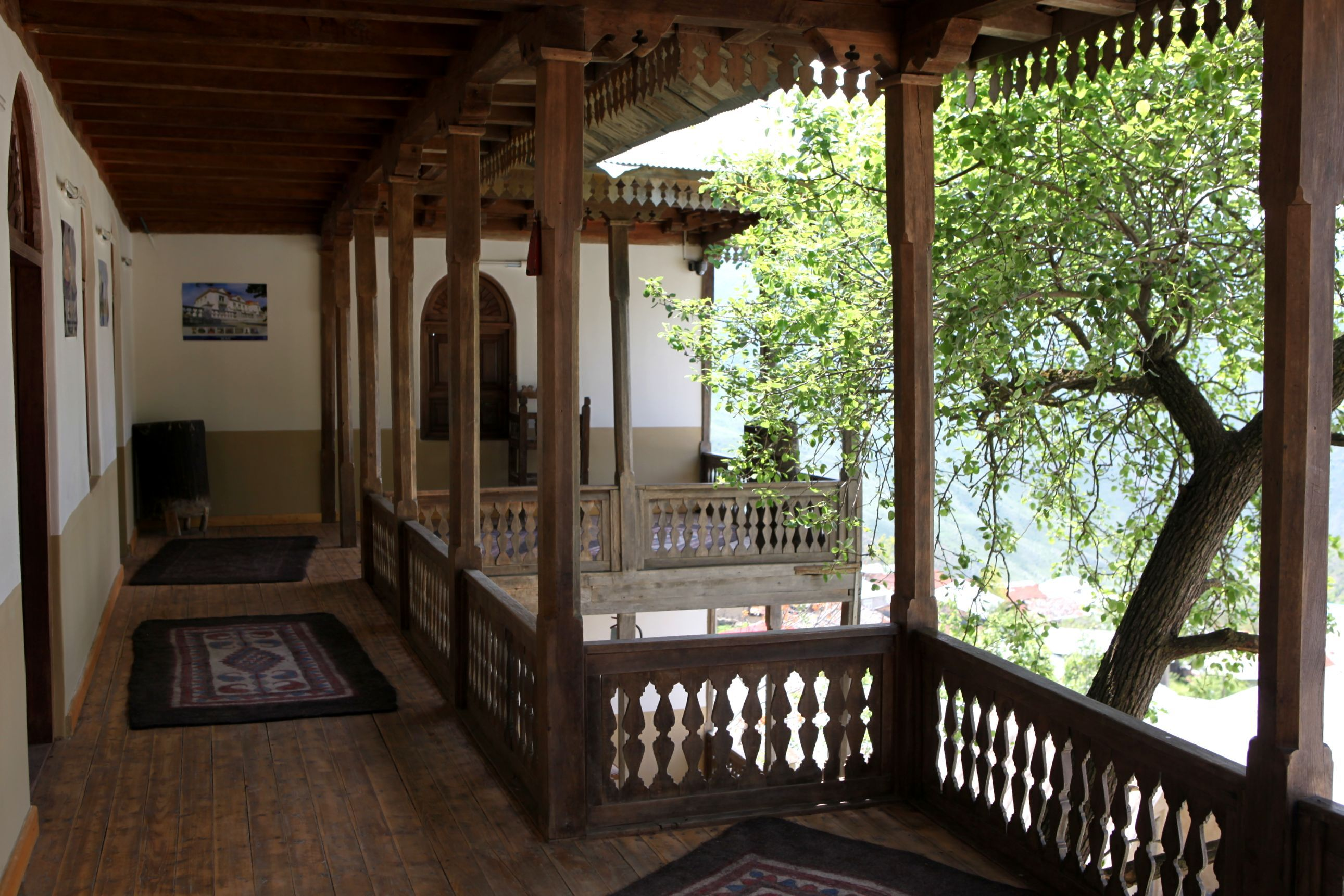
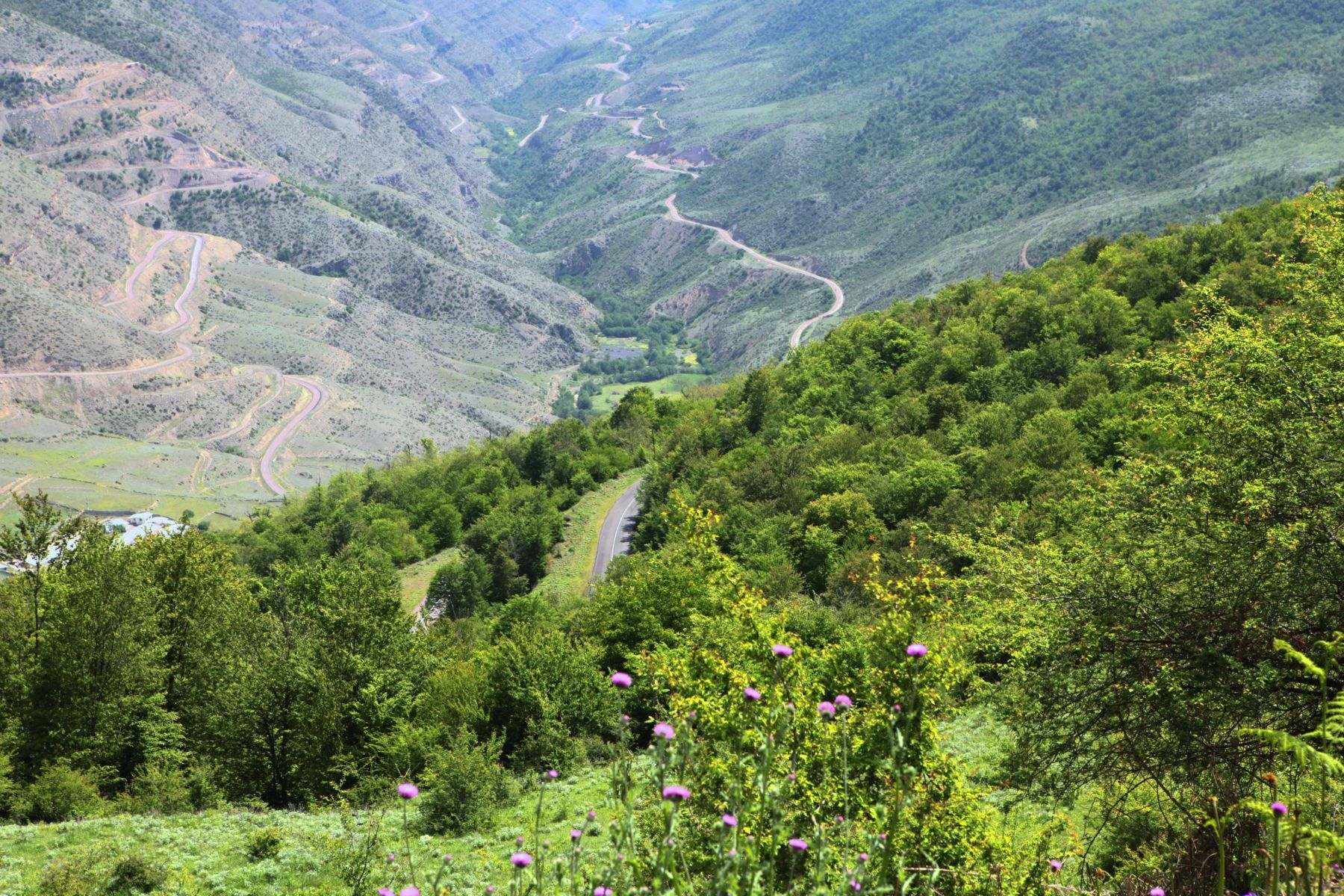